# 29880 Andytran
A 29880 Andytran (ideiglenes jelöléssel (29880) 1999 GQ28) a Naprendszer kisbolygóövében található aszteroida. A LINEAR projekt keretében fedezték fel 1999. április 7-én.